# Shōgi

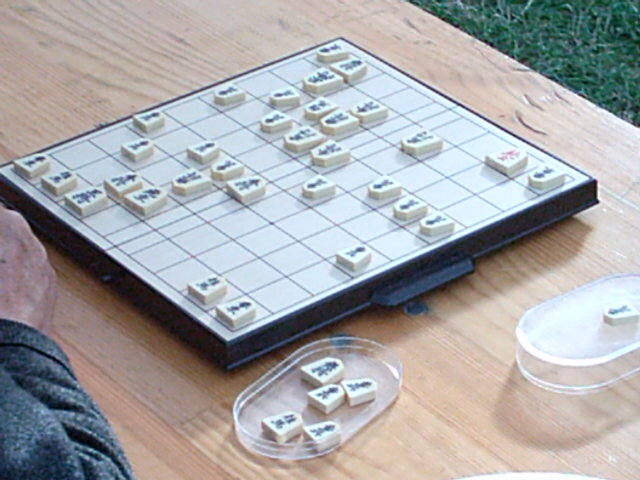
Kleines Shōgibrett

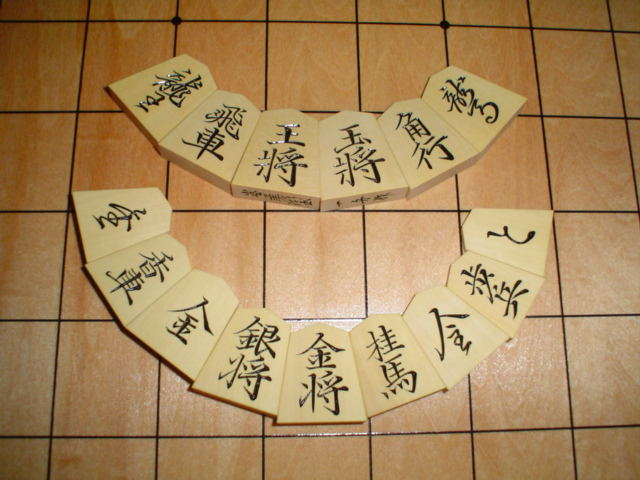
Spielsteine

Shōgi (japanisch 将棋, veraltet auch: 象戯/象棋/象棊) ist die japanische Variante des Schachspiels.
Schach kam vom Kaiserreich China über Korea oder über Birma und Malaysia zwischen dem 10. und 12. Jahrhundert nach Japan. Das Shōgi hat sich in Japan zu vielfältigen Varianten verändert. Es gab verschiedene Brettgrößen von 3 mal 3 bis hin zu 36 mal 36 Feldern und etwa achthundert Spielfiguren (Taikyoku-Shōgi; „Ultimatives Shōgi“). Heute werden noch das unten vorgestellte Shōgi und die Varianten Chū-Shōgi („Mittleres Shōgi“) und Tori-Shōgi („Vogel-Shōgi“) gespielt. Die gebräuchlichste Brettgröße war und ist neun mal neun Felder.
Es gibt einige markante Unterschiede zu anderen Schachvarianten:
Die Shōgi-Spielsteine (駒, Koma) haben keine Farbe: Ihre Zugehörigkeit zu einem Spieler wird durch die Richtung, in der sie auf dem Spielfeld stehen, angezeigt. Wenn ein Stein geschlagen wird, kann der schlagende Spieler ihn später als eigenen Stein wieder ins Spiel bringen. Erreicht eine Figur den Startbereich des Gegners, kann sie befördert werden: der flache, fünfeckige Spielstein wird umgedreht, so dass die auf der bisherigen Rückseite abgebildete Figur mit erweiterten/geänderten Zugmöglichkeiten erscheint. Wird eine Figur geschlagen, macht das die Beförderung rückgängig.
Obwohl das japanische Schachspiel sich weit von den kontinentalasiatischen Schachspielen (indisches Schach Chaturanga, chinesisches Schach Xiangqi) entfernt hat, gibt es deutlich erkennbare Gemeinsamkeiten. Die Zugmöglichkeiten der Figuren König, Streitwagen (Turm), Läufer, Springer und Soldat (Bauer) ähneln denen anderer Schachspiele.

## Spielregeln
Wie bei Spielen der Schachfamilie üblich, sitzen sich zwei Gegner an einem Brett gegenüber und führen abwechselnd einen Zug aus. Das Shōgibrett hat 81 gleichfarbige Felder, die in neun Reihen (quer) und neun Linien (längs) angeordnet sind. Ziel des Spieles ist es, den gegnerischen König mit den eigenen Spielsteinen (auch kurz „Stein“ oder „Figur“) mattzusetzen. Ein König ist dann mattgesetzt, wenn der Spieler es nicht mehr verhindern kann, dass sein König im nächsten Zug geschlagen wird. Wegen der Möglichkeit, Figuren wieder einzusetzen, geht eine Shōgipartie selten unentschieden aus.

### Steine und Zugvorschriften
Ein Zug wird ausgeführt, indem die zu ziehende Figur mit der Hand hochgenommen und auf dem Zielfeld wieder abgesetzt wird. Auf welches Zielfeld eine Figur ziehen kann, hängt von deren Zugvorschriften ab.

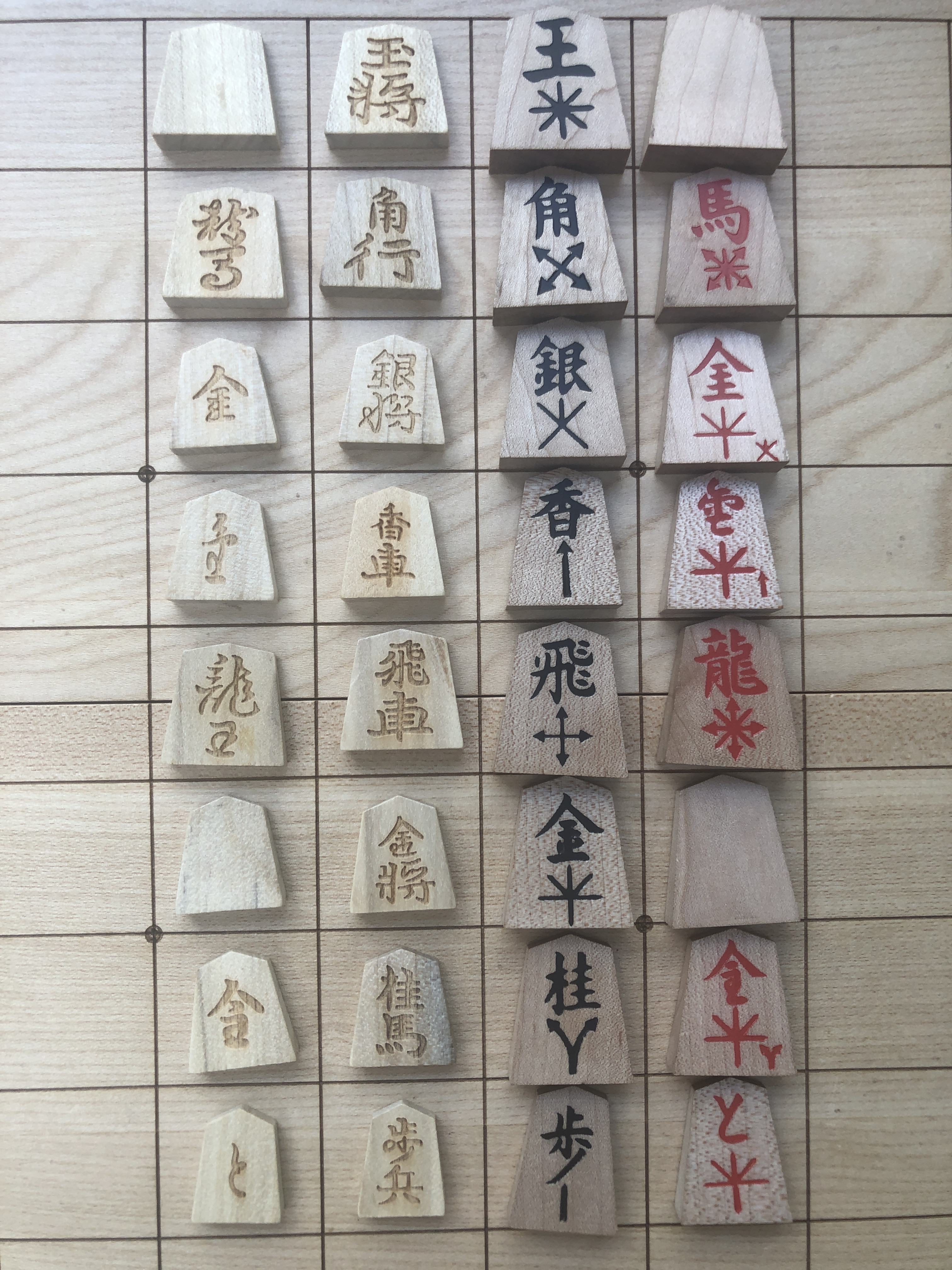
Shogi Figuren und Züge

○ Stein zieht auf dieses Zielfeld

● Stein zieht beliebig weit in diese Richtung
| ○ | ○  | ○ |
| ○ | 玉 | ○ |
| ○ | ○  | ○ |

|   | ●  |   |
| ● | 飛 | ● |
|   | ●  |   |

| ○ | ●  | ○ |
| ● | 龍 | ● |
| ○ | ●  | ○ |

| ● |    | ● |
|   | 角 |   |
| ● |    | ● |

| ● | ○  | ● |
| ○ | 馬 | ○ |
| ● | ○  | ● |

| ○ | ○  | ○ |
| ○ | 金 | ○ |
|   | ○  |   |

| ○ | ○  | ○ |
|   | 銀 |   |
| ○ |    | ○ |

| ○ | ○  | ○ |
| ○ | 全 | ○ |
|   | ○  |   |

| ○ |    | ○ |
|   |    |   |
|   | 桂 |   |

| ○ | ○  | ○ |
| ○ | 圭 | ○ |
|   | ○  |   |

|  | ●  |  |
|  | 香 |  |
|  |    |  |

| ○ | ○  | ○ |
| ○ | 杏 | ○ |
|   | ○  |   |

|  | ○  |  |
|  | 歩 |  |
|  |    |  |

| ○ | ○  | ○ |
| ○ | と | ○ |
|   | ○  |   |

○ Stein zieht auf dieses Zielfeld

● Stein zieht beliebig weit in diese Richtung
Der Schachspieler Werner Golz machte das Shōgi im deutschsprachigen Raum einem größeren Kreis bekannt. Er entwickelte für Shōgi-Interessierte ohne Kenntnisse der japanischen Sprache eine leicht verständliche ideografische Darstellung der Spielfiguren. Die Oberseite dieser Spielsteine zeigt die Zugmöglichkeiten der Originalspielsteine, die Unterseite die der Umwandlungsfiguren, soweit vorhanden.
| Shōgi-Figur | deutsche Entsprechung | Ideogramm | Umwandlungsfigur | deutsche Entsprechung     | Ideogramm |
| ----------- | --------------------- | --------- | ---------------- | ------------------------- | --------- |
| Gyokushō    | König                 |           | -                | -                         | -         |
| Hisha       | Turm                  |           | Ryūō             | Drache: gekrönter Turm    |           |
| Kakugyō     | Läufer                |           | Ryūma            | Pferd: gekrönter Läufer   |           |
| Kinshō      | Goldgeneral           |           | -                | -                         | -         |
| Ginshō      | Silbergeneral         |           | Narigin          | beförderter Silbergeneral |           |
| Keima       | Springer              |           | Narikei          | beförderter Springer      |           |
| Kyōsha      | Lanzenreiter          |           | Narikyō          | beförderter Lanzenreiter  |           |
| Fuhyō       | Bauer                 |           | Tokin            | beförderter Soldat        |           |

Außerhalb Japans verwendet man auch häufig Spielsteine mit aufgedruckten FIDE-Figurensymbolen (König, Turm, Läufer, Springer, Bauern). Gold- und Silbergeneral bezeichnet man durch die alchemistischen Zeichen für Gold/Sonne (ʘ) bzw. Silber/Mond (☽), die Lanze wird durch einen in Zugrichtung weisenden Pfeil symbolisiert. Die Umwandlungsfiguren (Drache = gekrönter Turm, Pferd = gekrönter Läufer, sonstige = beförderte Silbergeneräle, Springer, Lanzen(reiter), Bauern) werden durch rot eingefärbte Ausgangsfiguren dargestellt.

### Grundstellung

Shogi Grundstellung FIDE-Steine

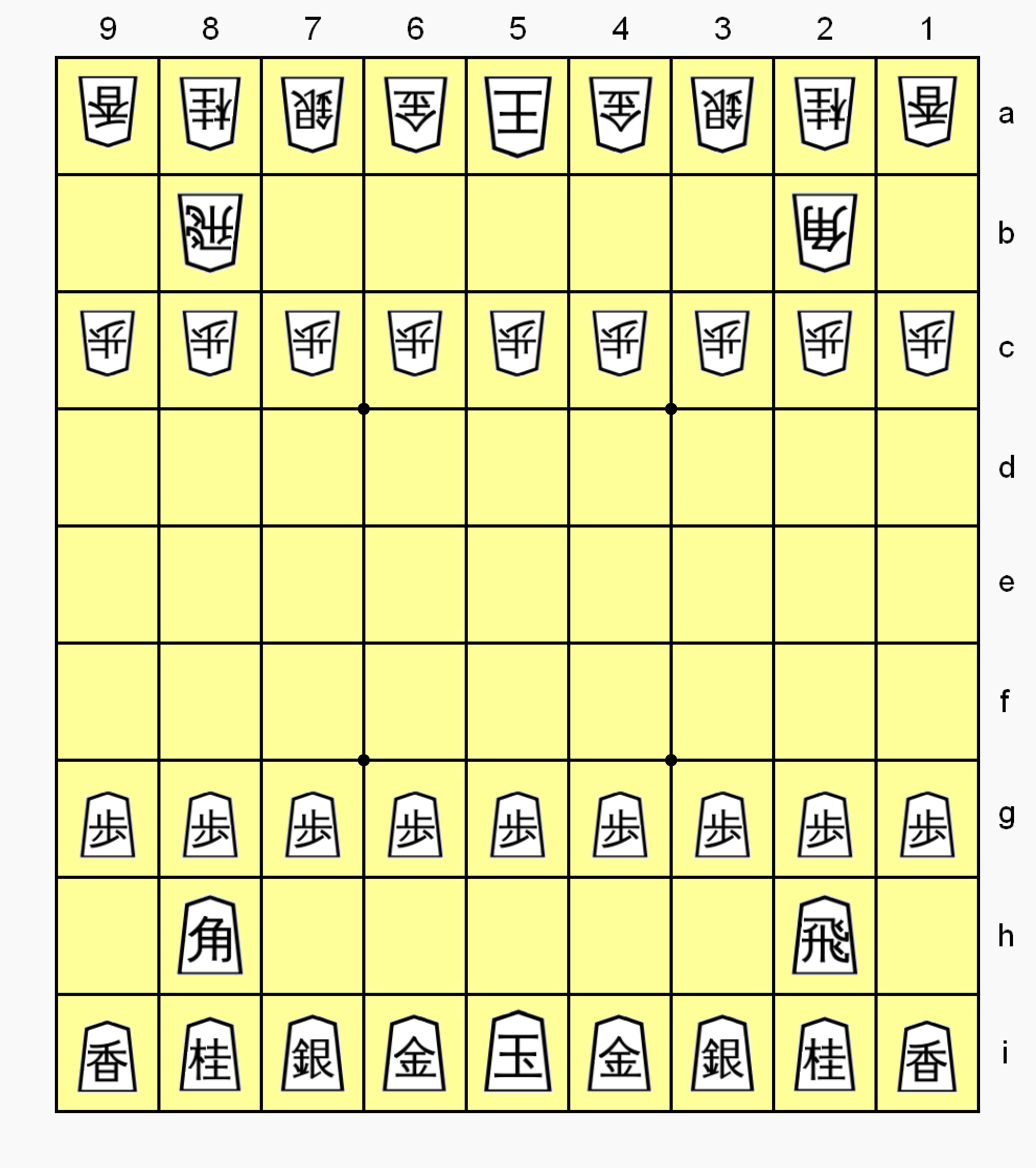
Grundstellung des Shōgi

Jeweils die drei der neun Reihen, die dem Spieler am nächsten sind, bilden dessen Startzone. Die Startzone ist auch gleichzeitig die sog. Beförderungszone seines Gegners. Eine Reihe ist, wie im europäischen Schach, komplett mit Bauern besetzt. Allerdings ist dies nicht die zweite, sondern die dritte Reihe. In der zweiten Reihe befinden sich nur ein Läufer (zweites Feld von links) und ein Turm (zweites Feld von rechts). Diese stehen den entsprechenden Figuren des Gegners jeweils diagonal gegenüber. Sieben Felder der zweiten Reihe sind zu Spielbeginn leer. In der Mitte der ersten Reihe steht der König. Auf den vier Feldern vom Rand bis neben dem König befinden sich auf jeder Seite Lanze, Springer, Silbergeneral und Goldgeneral.

### Beförderung
Wenn der Zug einer Spielfigur innerhalb der Beförderungszone (den hintersten drei Reihen in der gegnerischen Bretthälfte) beginnt, endet oder komplett in dieser Zone stattfindet, kann diese Figur befördert werden. Die Beförderung wird durchgeführt, indem die Spielfigur vor dem Aufsetzen auf dem Zielfeld umgedreht wird. Damit liegt jetzt die Unterseite oben, und für die Figur ändert sich die Zugvorschrift. Der Zug, in dem die Figur befördert wird, muss noch nach der Zugvorschrift für die nicht beförderte Figur erfolgen. Die meisten beförderten Figuren (für Silbergeneral, Springer, Lanze, Bauer) ziehen dann wie der Goldgeneral. Nur Turm und Läufer weichen davon ab, sie werden gekrönt, d. h. der Turm kann dann einen Schritt diagonal, der Läufer einen Schritt orthogonal ziehen.
Auf die Beförderung kann verzichtet werden, wenn die nicht beförderte Figur vom Zielfeld aus noch ein mögliches Zielfeld für einen weiteren Zug zur Verfügung hat. Zum Beispiel muss eine Lanze, die auf die hinterste Reihe gezogen wird, befördert werden. Zieht sie jedoch auf die vorletzte Reihe, muss sie nicht befördert werden, auch wenn das letzte Feld von einer eigenen Figur besetzt ist: Die eigene Figur kann wegziehen oder geschlagen werden, wodurch der Lanze wieder ein Zug ermöglicht würde.
Eine Beförderung bleibt erhalten, bis die beförderte Figur geschlagen wird. Die Rückbeförderung einer Figur durch einen Zug auf dem Brett ist nicht möglich.

### Schlagen

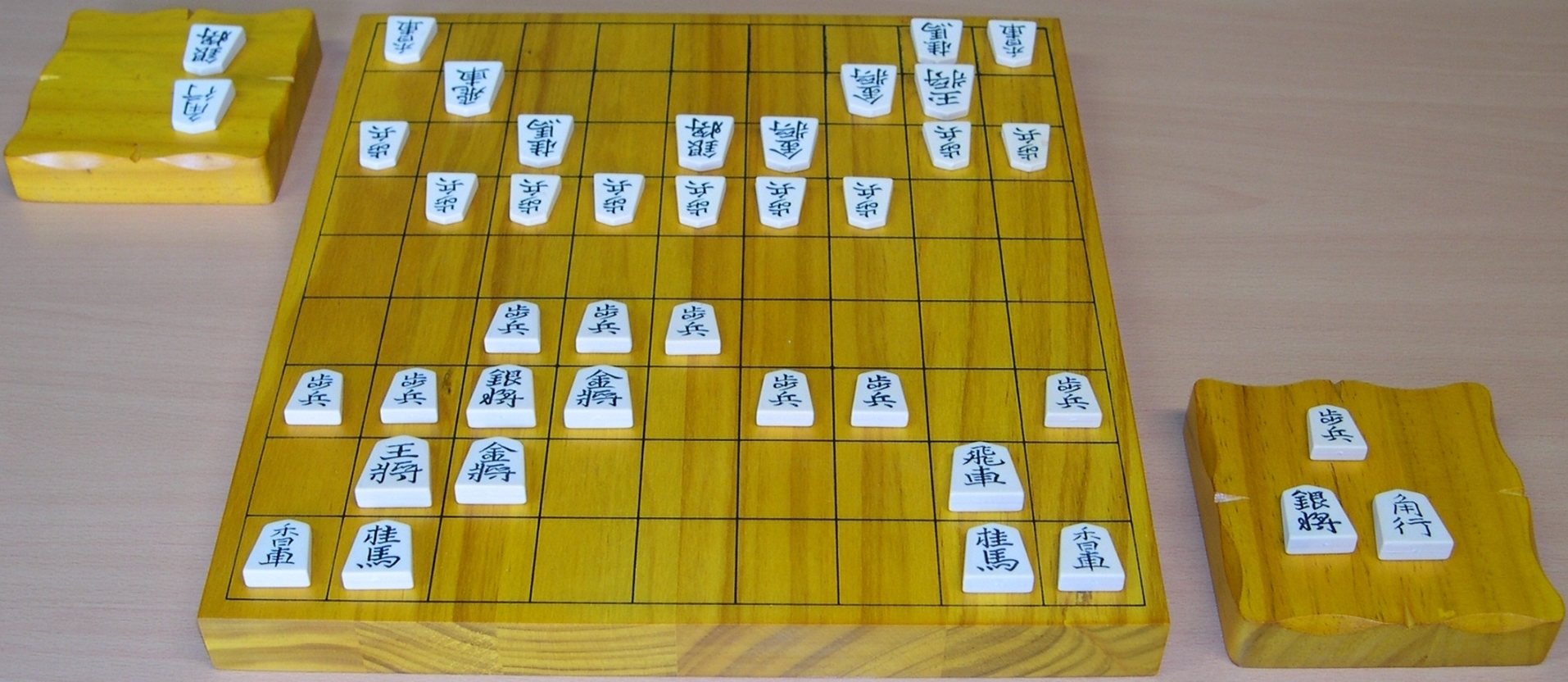
Spielsituation auf einem Brett, wie es in Deutschland typischerweise bei Turnieren verwendet wird. Neben dem Brett sind die Komadai zur Ablage der auf der Hand befindlichen Figuren zu sehen.

Statt mit einer Figur auf ein freies Feld zu ziehen, kann man auf ein Feld ziehen, auf dem eine gegnerische Figur steht. Dadurch ist die gegnerische Figur geschlagen. Der schlagende Spieler nimmt die gegnerische Figur vom Brett. Die Bewegungsregeln beim Schlagen sind genauso wie beim normalen Zug, einschließlich der Möglichkeit, die schlagende Figur zu befördern (im Gegensatz zum europäischen Schach, wo die Bauern spezielle Schlagzüge haben).
Die geschlagene Figur ist nicht aus dem Spiel, denn sie kann in einem späteren Zug vom Spieler, der sie geschlagen hat, als eigene Figur wieder eingesetzt werden. Man sagt, der schlagende Spieler bekommt die Figur „auf die Hand“. Die Figuren auf der Hand müssen für den Gegner jederzeit einzeln und unbefördert sichtbar sein. Sie dürfen also nicht in der Hand gehalten, sondern müssen abgelegt werden. Zur Ablage der Figuren werden sogenannte Komadai verwendet. Ein Komadai ist traditionell ein Ständer, der für diesen Zweck neben dem Brett aufgebaut ist. In Europa werden eher quadratische Holzplättchen verwendet oder es wird ganz darauf verzichtet und die Figuren ohne besondere Vorrichtung rechts neben dem Brett abgelegt.
Das Schlagen wird durchgeführt, indem zuerst die gegnerische Figur vom Zielfeld genommen und dann die eigene Figur wie bei einem normalen Zug auf das Zielfeld gesetzt (und im Falle einer gleichzeitigen Beförderung dabei umgedreht) wird.
Zieht ein Spieler so, dass er im nächsten Zug den gegnerischen König schlagen könnte, bietet er dadurch Schach (analog zum europäischen Schachspiel). Der Gegner muss diese Drohung mit seinem folgenden Zug abwehren. Kann die Drohung nicht abgewendet werden, ist der König matt und der Schach bietende Spieler gewinnt.

### Einsetzen
Hat der am Zug befindliche Spieler Figuren auf der Hand, kann er eine davon einsetzen. Dies geschieht alternativ zu einem Zug einer bereits auf dem Brett befindlichen Figur. Dazu nimmt der Spieler eine Figur aus der Hand und setzt sie auf ein beliebiges freies Feld auf das Brett. Die Figuren werden immer unbefördert eingesetzt, können aber im weiteren Spielverlauf nach den gleichen Regeln wie alle anderen Figuren befördert werden. Beim Einsetzen gibt es bestimmte Einschränkungen zu beachten. So dürfen Figuren nur so eingesetzt werden, dass sie danach theoretisch auch noch einen legalen Zug haben (also Bauer und Lanze nicht auf die letzte, Springer nicht auf eine der beiden letzten Reihen). Ein Bauer darf auch nicht auf einer Linie eingesetzt werden, auf der sich bereits ein unbeförderter Bauer des gleichen Spielers befindet. Es ist erlaubt, mit dem Einsetzen einer Figur ein Schachgebot abzuwehren oder Schach zu bieten. Das direkte Mattsetzen durch Einsetzen eines Bauern ist allerdings nicht erlaubt.
Schlagen und Einsetzen sind vollständige Züge, danach ist der Gegner wieder an der Reihe.

### Unentschieden
Wiederholt sich eine Stellung vier Mal (mit den gleichen Figuren auf der Hand und dem gleichen Spieler am Zug), was sennichite genannt wird, so endet das Spiel unentschieden. Wurde die Stellungswiederholung allerdings durch wiederholtes Schachgeben erzwungen, verliert der Spieler, der Schach gegeben hat, denn das Geben von Dauerschach ist im Shōgi verboten. Im Gegensatz zu Schach ist beim Shōgi auch das Vereinbaren von Unentschieden in offiziellen Spielen nicht gestattet.
Wenn ein König in die Umwandlungszone gelangt, was nyū gyoku (eintretender König) genannt wird, ist es erheblich schwerer, ihn mattzusetzen, da viele Figuren nur vorwärts ziehen können (Bauer, Lanze, Springer) und auch der Silber- und Goldgeneral in Vorwärtsrichtung stärker sind. Gelingt es beiden Spielern, ihren König in die Umwandlungszone zu ziehen (ai-nyū gyoku), kann häufig kein Spieler mehr eine Entscheidung erzwingen. Wenn dies vorliegt und sich die Spieler darauf einigen, dass keiner durch Matt gewinnen kann, wird das Spiel durch Auszählen des Materials, sowohl auf dem Brett als auch auf der Hand, entschieden. Ein Läufer oder Turm zählt fünf, eine sonstige Figur einen Punkt, der König wird nicht gezählt, Beförderung wird ignoriert. Wenn ein Spieler weniger als 24 Punkte hat, verliert er. Anderenfalls endet das Spiel unentschieden, was in diesem Fall jishōgi genannt wird.
Eine neuere Alternative ist die Thronregel: wenn ein Spieler seinen König auf das Startfeld des gegnerischen Königs (Thron) zieht, gewinnt er damit die Partie.
Bei einem Unentschieden wird normalerweise eine weitere Partie – oft mit verkürzter Bedenkzeit – gespielt, um eine Entscheidung herbeizuführen.

### Notation

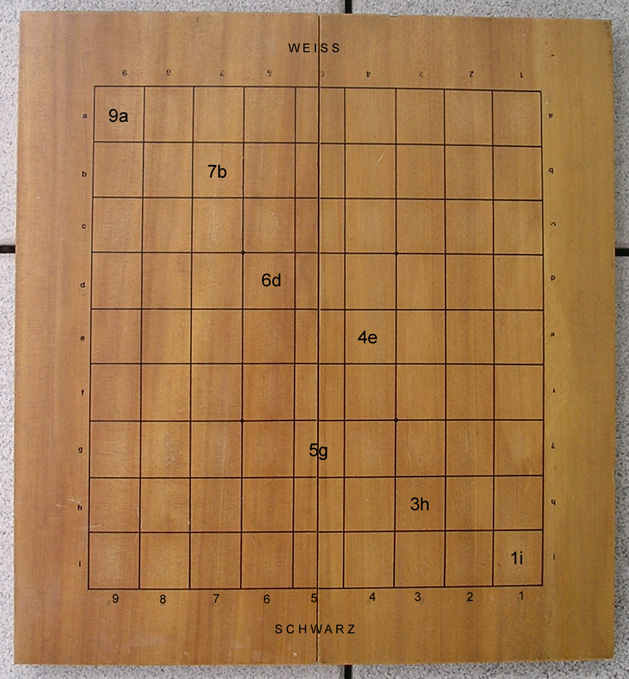
Feldkoordinaten

Zum Aufschreiben von Shōgipartien wird in Europa eine der Notation des internationalen Schachs angelehnte Kurznotation verwendet. Dabei werden die Reihen mit den Buchstaben von a–i und die Linien mit den Zahlen von 1–9 bezeichnet. Von Schwarz aus gesehen, wird das rechte Eckfeld mit „1i“ bezeichnet, das Eckfeld links oben ist „9a“.
Die Bedeutungen der weiteren Symbole werden anhand folgender Tabellen ersichtlich:
| Symbol (deut. /eng.) | Bedeutung            |
| -------------------- | -------------------- |
| : oder x             | schlägt auf          |
| ' oder *             | wird eingesetzt auf  |
| +                    | wird befördert       |
| =                    | wird nicht befördert |
| -                    | zieht nach           |
| #                    | Schachmatt           |

- Anm.: Das Zeichen „-“ wird oft weggelassen.

| Stein                      | Symbol (deutsch) | Symbol (englisch) |
| -------------------------- | ---------------- | ----------------- |
| König                      | K                | K                 |
| Turm                       | T                | R                 |
| Läufer                     | L                | B                 |
| Gold                       | G                | G                 |
| Silber                     | S                | S                 |
| Springer                   | Sp               | N                 |
| Lanze                      | La               | L                 |
| Bauer                      | (B)*             | (P)*              |
| Drache (beförderter Turm)  | D                | +R                |
| Pferd (beförderter Läufer) | P                | +B                |
| beförderter Silber         | +S               | +S                |
| beförderter Springer       | +Sp              | +N                |
| beförderte Lanze           | +La              | +L                |
| Tokin (beförderter Bauer)  | To               | +P                |

*Beim Notieren von Zügen wird das Symbol des Bauern normalerweise ausgelassen.
Beispiele:
K5i (König zieht nach 5i)
G4i-5h (der Gold auf dem Feld 4i zieht nach 5h)
3f (Bauer zieht nach 3f)
Sp'4e (Springer wird auf 4e eingesetzt)
Sx3g+ (Silber schlägt auf 3 g und wird befördert)
Anders als bei offiziellen Schachturnieren ist die Notation der Partie bei Shōgiturnieren in Europa keine Pflicht. Dies liegt unter anderem an den wesentlich kürzeren Bedenkzeiten. Die deutsche Notation ist in Deutschland dabei kaum gebräuchlich. Auch in der deutschsprachigen Literatur findet überwiegend die internationale Notation Verwendung. Die Mitschrift einer Partie wird Kifu genannt.

## Einstufung und Rangsysteme
Shōgispieler, die in Klubs und auf Turnieren spielen, tragen üblicherweise einen Rang, der u. a. zur Orientierung bei der Wahl eines Spielpartners dient.
- Meisterränge, die als Dan bezeichnet werden, reichen theoretisch vom 1. bis zum 9. Dan. Der 1. Dan ist der niedrigste Meisterrang, ein 7. Dan für Amateure (in Japan selten auch der 8. Dan) der höchste.
- Schülerränge, Kyū genannt, werden in Japan vom 10. bis zum 1. Kyū gestaffelt, wobei der 1. Kyū der höchste Rang ist. Anfänger werden dort in der Regel als 10. Kyū eingestuft. In Europa werden Schülerränge bis zum 20. Kyū vergeben.[3]

Professionelle Spieler arbeiten nach einer eigenen Skala, beginnend ab dem 6 Kyū zum 3 Dan für Pro-Anwärter und Profis 4 Dan bis 9 Dan für formelle Profi-Spieler. Amateur- und Profi-Ränge sind unterschiedlich (ein Amateur 4 Dan ist gleichzusetzen mit einem professionellen 6 Kyū). Daneben wird auch eine an das Elo-System angelehnte Methode zur Ermittlung der Spielstärke einzelner Spieler verwendet.

## Spielbetrieb in Europa
In Europa gibt es derzeit (November 2017) über 1200 aktive Spieler. Diese sind organisiert in 22 nationalen Verbänden, darunter Shogi Deutschland e. V. und der Österreichische Shogiverband. Den größten Landesverband stellt mit über 300 Spielern Belarus. Hier spielen auch verhältnismäßig viele Kinder und Jugendliche. Es folgen die Verbände von Russland und Deutschland mit jeweils etwas weniger als 200 Spielern.
Der Dachverband der nationalen Organisationen ist die 1985 gegründete FESA (Federation of European Shogi Associations). Ihre Aufgaben sind zum einen die Organisation der jährlichen Europameisterschaft (ESC European Shogi Championship) und einem parallel stattfindenden offenen Turnier (WOSC World Open Shogi Championship), zum anderen der Aufbau und die Aufrechterhaltung eines Ratingsystems mit Elo-Zahlen für die aktiven Spieler sowie die Vergabe von Rängen (20 Kyū bis 6 Dan). Seit Anfang 2016 ist sie ein eingetragener Verein mit Sitz in Frankreich.

### Turniere
Die Landesverbände führen regelmäßig Turniere durch. Viele Turniere haben eine Teilnehmerzahl zwischen 10 und 20. Einige größere Turniere liegen deutlich darüber, selten mit über 100 Spielern. Häufig nehmen selbst an regionalen Turnieren Spieler aus mehreren Ländern teil. Die Ergebnisse aller offiziellen Turniere werden auf der Website der FESA veröffentlicht. Für 2016 sind hier rund 250 Turniere aufgeführt.
Die Bedenkzeiten bei Turnieren werden meist so gewählt, dass eine Partie etwa eineinhalb bis zwei Stunden dauert (beispielsweise 45 Minuten pro Spieler plus 30 Sekunden Byōyomi). So lassen sich drei bis fünf Partien an einem Tag spielen. Viele Turniere werden an einem Wochenende mit vier bis sieben Runden über ein oder zwei Tage gespielt.

### Deutschland
Der Landesverband der Shōgispieler Deutschlands ist Shogi Deutschland e. V., kurz: ShD. Er wurde kurz nach der Öffnung der innerdeutschen Grenze im November 1989 in Heidelberg als Unterorganisation des Europäischen Shogiverbandes (FESA) unter Führung von Pieter Stouten (NL) gegründet. Hauptziel des Verbands ist die Bildung einer Plattform zwecks Verbreitung und Förderung des japanischen Schachs. Erste Vorsitzende ist aktuell Monika Pfaff.
In Deutschland spielen (Stand: 1. Januar 2018) 162 Menschen organisiert Shōgi. Aktive Spieler dürfte es einige Hundert geben, die mehr oder weniger regelmäßig über das Internet spielen. Im Gegensatz zur Schachszene gibt es außer dem Landesverband keine eingetragenen Vereine, sondern nur locker organisierte Clubs oder Spielabende mit jeweils etwa einem halben Dutzend Spieler. Der Schwerpunkt der Aktivitäten liegt in Südwestdeutschland zwischen Frankfurt und Stuttgart. Weitere Gruppen gibt es in Berlin, Hamburg, Lübeck, Paderborn, Düsseldorf und München. Unter den deutschen Shōgispielern befinden sich auch einige bekannte Schachspieler wie GM Gerald Hertneck, und die IMs Christian Seel und Martin Zumsande.
Bis 2009 fanden in Deutschland drei bis vier Wochenendturniere pro Jahr statt. 2010 wurde mit dem Kurpfalz-Grand-Prix alleine in Ludwigshafen das Angebot auf neun Turniere im Jahr ausgeweitet. Das wichtigste Turnier in Deutschland ist die jährliche offene Deutsche Meisterschaft (ODM), die 2017 in Frankfurt von Thomas Leiter gewonnen wurde. Im November 2009 wurde in Ludwigshafen erstmals eine Deutsche Damenmeisterschaft ausgetragen. Erste deutsche Meisterin der Damen ist Kirstin Auburger, die auch in der zweiten Damenbundesliga für die TSG Mutterstadt Schach spielte. Seit 2010 wird jährlich eine deutsche Jugendmeisterschaft (DJM) in drei Altersklassen (U10, U14 und U18) ausgetragen.

### Österreich
In Österreich spielen (Stand: 9. März 2020) 16 Menschen organisiert Shōgi. Aktive Spieler dürfte es einige Dutzend geben, die mehr oder weniger regelmäßig über das Internet spielen. Im Gegensatz zur Schachszene gibt es außer dem Landesverband keine eingetragenen Vereine, sondern nur locker organisierte Clubs oder Spielabende mit jeweils etwa einem halben Dutzend Spieler. Die größte Gruppe stellen hier Spieler aus Graz. In Österreich wird seit dem Jahr 2000 eine österreichische Shōgimeisterschaft ausgetragen.

### Das ESC/WOSC
Die wichtigste Shōgiveranstaltung Europas ist das alljährlich im Sommer abgehaltene ESC/WOSC. ESC bedeutet European Shogi Championship und ist die über fünf Runden im K.-o.-System ausgetragene Europameisterschaft. Qualifiziert sind die 32 nach Elo-Zahl stärksten am ESC/WOSC teilnehmenden europäischen Spieler. Das WOSC ist das World Open Shogi Championship, eine Art offene Europameisterschaft, an der auch Spieler von außerhalb Europas teilnehmen können. Das WOSC geht über neun Runden. Dabei sind die Runden des ESC in das WOSC integriert, die Spielergebnisse des ESC zählen also auch für das WOSC. Im dritten Turnier der Veranstaltung wird noch die Europäische Meisterschaft im Blitzshogi (kurze Bedenkzeit: sieben oder acht Minuten pro Spieler für das gesamte Spiel) als offenes Turnier ausgespielt.
| Jahr           | Ort                   | Teilnehmer WOSC | Gewinner des WOSC           | Europameister               | Gewinner der offenen EM im Blitzshogi |
| -------------- | --------------------- | --------------- | --------------------------- | --------------------------- | ------------------------------------- |
| 2009 16.-18.7. | Stockholm             | 32              | Karl Wartlick (Deutschland) | Jean Fortin (Frankreich)    | ?                                     |
| 2010 16.-18.7. | Debrecen              | 39              | Kimio Takahashi (Japan)     | Jean Fortin (Frankreich)    | Laszlo Abuczki (Ungarn)               |
| 2011 14.-17.7. | Ludwigshafen am Rhein | 82              | Makoto Kawato (Japan)       | Jean Fortin (Frankreich)    | Makoto Kawato (Japan)                 |
| 2012 13.-15.7. | Krakau                | 87              | Ito Takumi (Japan)          | Thomas Leiter (Deutschland) | Nakai Hiroe (Japan)                   |
| 2013 18.-21.7. | Minsk                 | 92              | Ito Takumi (Japan)          | Sergey Korchitsky (Belarus) | Nakai Hiroe (Japan)                   |
| 2014 17.-20.7. | Budapest              | 78              | Karolina Styczynska (Polen) | Karolina Styczynska (Polen) | ?                                     |
| 2015 21.-23.8. | Prag                  | 119             | Hideaki Takahashi (Japan)   | Jean Fortin (Frankreich)    | ?                                     |
| 2016 18.-21.8. | Amsterdam             | 121             | Hideaki Takahashi (Japan)   | Jean Fortin (Frankreich)    | ?                                     |
| 2017 3.-6.8.   | Kiew                  | 66              | Shun Tokuni (Japan)         | Vincent Tanian (Belarus)    | Shun Tokuni (Japan)                   |
| 2018 26.-29.7. | Berlin                | 128             | Hideaki Takahashi (Japan)   | Thomas Leiter (Deutschland) | Vincent Tanian (Belarus)              |
| 2019 16.-18.8. | Bratislava            | 104             | Hideaki Takahashi (Japan)   | Vincent Tanian (Belarus)    | Hideaki Takahashi (Japan)             |
| 2020           | ausgefallen           |                 |                             |                             |                                       |
| 2021 19.-22.8. | Minsk                 | 67              | Sergey Korchitsky (Belarus) | Sergey Korchitsky (Belarus) | Anton Starykevich (Belarus)           |

## Shōgi im Internet
In den letzten Jahren hat sich das Spielangebot deutlich verbessert. Einen wesentlichen Anteil daran haben Internetangebote, unter anderem:
- Dojo8 – eine Seite, auf der man ausschließlich Shōgi spielen kann; wird von der JSA unterstützt.
- Lishogi – auch auf dieser Seite kann man nur Shōgi in der klassischen Variante 9x9 spielen, entweder gegen Gegner, die online sind, oder gegen den Computer.
- Pychess-Variants – hier können neben westlichem Schach auch eine Reihe anderer Schachvarianten gespielt werden, u. a. klassisches Shōgi, Dōbutsu Shōgi, Kyoto Shōgi.
- LittleGolem – bietet neben mehreren Shogi-Varianten auch andere Strategiespiele an.

## Handicapspiele
Im Gegensatz zu den anderen Spielen der Schachfamilie ist es bei Shōgi üblich mit Vorgabe (Handicap) zu spielen. Der stärkere Spieler gibt dabei dem schwächeren ein paar Figuren vor. Diese werden vor Beginn der Partie aus dem Spiel genommen und können nicht wie die geschlagenen Figuren wieder eingesetzt werden. Das System ist soweit etabliert, dass Handicappartien in Europa sogar zur Auswertung für die Elo-Zahlen herangezogen werden können. Ist die in Elo-Zahlen gemessene Differenz der Spielstärke zweier Gegner bekannt und nicht zu groß, kann durch die Auswahl der richtigen Vorgabe eine annähernde Chancengleichheit in einer Partie hergestellt werden. So können auch bei größerer Spielstärkedifferenz noch interessante Partien zustande kommen und Anfänger haben recht bald eine Chance gegen mittelstarke Spieler.

## Varianten

### Dōbutsu Shōgi
Dōbutsu Shōgi, international: Let’s Catch the Lion!, ist eine Variante auf 3×4-Feldern, die 2009 entwickelt wurde, um kleine Kinder an das Shōgi-Spiel heranzuführen.

### Chū-Shōgi

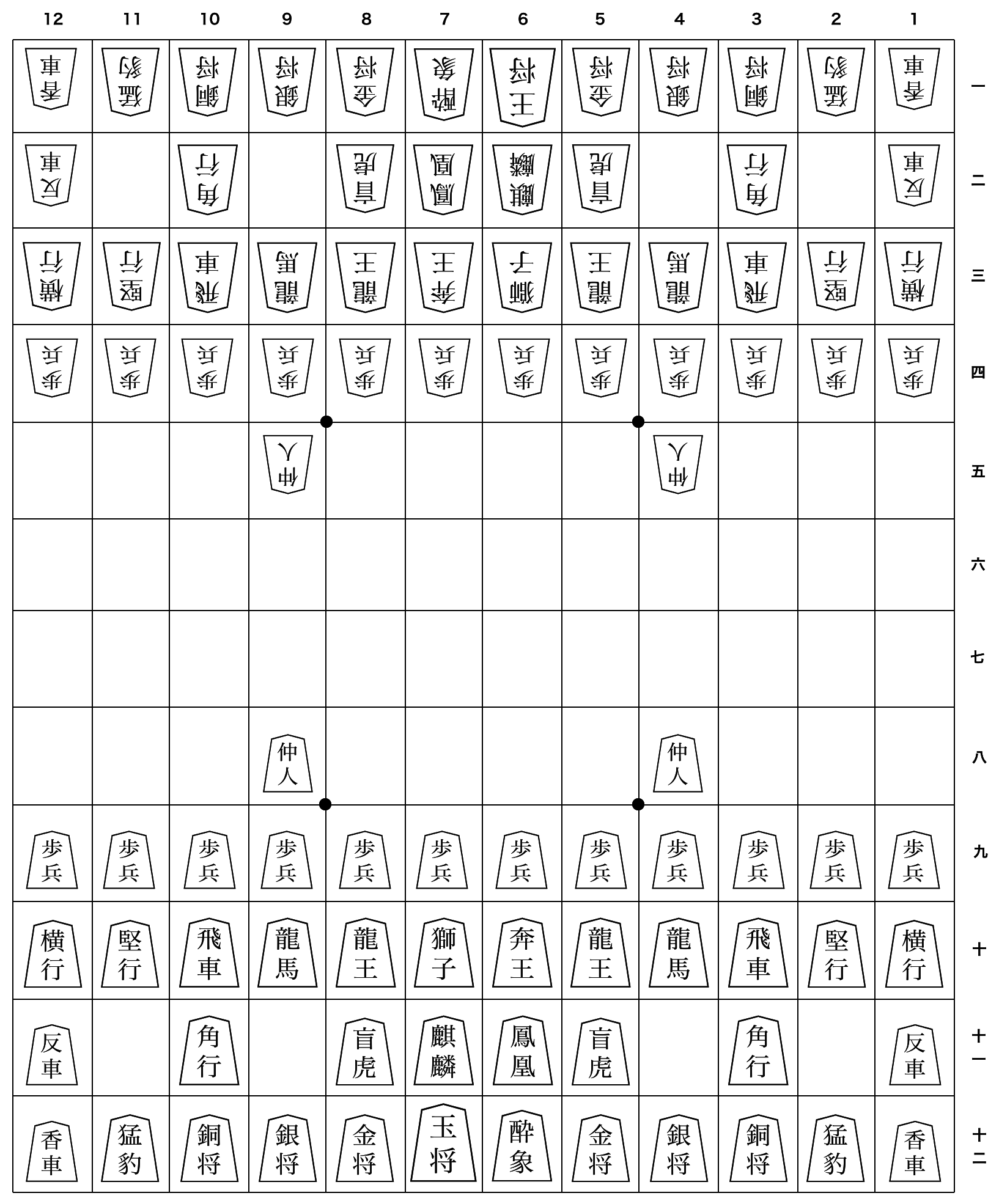
Grundstellung

Chū-Shōgi (jap. 中将棋) ist eine alte Shogivariante, die aber heute noch selbst in Europa gelegentlich gespielt wird. Es weist zu Shōgi folgende Unterschiede auf:
- Das Brett ist größer (zwölf mal zwölf Felder groß).
- Geschlagene Figuren werden nicht wieder eingesetzt.
- Es gibt keine Springer.
- Jeder Spieler hat zu Beginn 46 Figuren in 21 verschiedenen Arten. Zusätzlich können neun Umwandlungsfiguren auftreten, die nicht mit den Ausgangsfiguren identisch sind, so dass bis zu dreißig verschiedene Arten von Figuren auf dem Spielfeld vertreten sein können.

### Andere Varianten
- Tori-Shōgi
- Yari-Shōgi
- Kyōto-Shōgi
- Okisaki-Shōgi
- Taikyoku-Shōgi
- Sannin-Shōgi
- Yonin-Shōgi

## Shōgi in Manga, Anime und Fernsehen
In japanischen Manga spielt Shōgi in einigen Serien eine bedeutende Rolle. So beispielsweise in Shion no Ō, Gekka no Kishi, March Comes in like a Lion, Ryuuou no Oshigoto! sowie Mononofu. Auch die Fernsehserie 81diver greift das Spiel essentiell auf.
Auch in der Mangaserie „Detektiv Conan“ gibt ein Shōgi-Brett in einem Fall einen Hinweis auf den Mörder. Außerdem kommt das Spiel im Manga/Anime Naruto als Lieblingsspiel von Shikamaru und seinem Vater vor.